# Pedicularis elephantoides
Pedicularis elephantoides är en snyltrotsväxtart som beskrevs av George Bentham. Pedicularis elephantoides ingår i släktet spiror, och familjen snyltrotsväxter. Inga underarter finns listade i Catalogue of Life.